# Polo aquático nos Jogos Pan-Americanos de 2003
As competições de polo aquático nos Jogos Pan-Americanos de 2003 foram realizadas em Santo Domingo, República Dominicana. O torneio foi disputado para homens e mulheres. Esta foi a décima quartaedição do esporte nos Jogos Pan-Americanos.

## Masculino

### Fase preliminar
|    | Time                     | Pontos | J | V | E | D | GP  | GC | SG  |
| -- | ------------------------ | ------ | - | - | - | - | --- | -- | --- |
| 1. | USA Estados Unidos       | 14     | 7 | 7 | 0 | 0 | 115 | 19 | +96 |
| 2. | BRA Brasil               | 12     | 7 | 6 | 0 | 1 | 85  | 47 | +38 |
| 3. | CAN Canadá               | 10     | 7 | 5 | 0 | 2 | 73  | 40 | +33 |
| 4. | PUR Porto Rico           | 9      | 7 | 4 | 1 | 2 | 47  | 74 | –27 |
| 5. | MEX México               | 6      | 7 | 2 | 2 | 3 | 36  | 58 | –22 |
| 6. | ARG Argentina            | 3      | 7 | 1 | 1 | 5 | 33  | 61 | –28 |
| 7. | COL Colômbia             | 3      | 7 | 1 | 1 | 5 | 44  | 72 | –28 |
| 8. | DOM República Dominicana | 1      | 7 | 0 | 1 | 6 | 35  | 95 | –60 |

- 2 de agosto de 2003

| MEX México         | 6 – 6  | COL Colômbia             |
| CAN Canadá         | 11 – 2 | ARG Argentina            |
| USA Estados Unidos | 24 – 0 | DOM República Dominicana |
| BRA Brasil         | 15 – 6 | PUR Porto Rico           |

- 3 de agosto de 2003

| ARG Argentina}     | 6 – 5  | COL Colômbia             |
| USA Estados Unidos | 17 – 5 | BRA Brasil               |
| MEX México         | 5 – 5  | PUR Porto Rico           |
| CAN Canadá         | 14 – 2 | DOM República Dominicana |

- 4 de agosto de 2003

| COL Colômbia       | 12 – 8 | DOM República Dominicana |
| BRA Brasil         | 9 – 8  | CAN Canadá               |
| MEX México         | 6 – 5  | ARG Argentina            |
| USA Estados Unidos | 14 – 2 | PUR Porto Rico           |

- 5 de agosto de 2003

| ARG Argentina}     | 8 – 8  | DOM República Dominicana |
| USA Estados Unidos | 18 – 1 | MEX México               |
| BRA Brasil         | 16 – 5 | COL Colômbia             |
| CAN Canadá         | 17 – 6 | PUR Porto Rico           |

- 6 de agosto de 2003

| MEX México         | 8 – 5  | DOM República Dominicana |
| BRA Brasil         | 11 – 4 | ARG Argentina            |
| USA Estados Unidos | 11 – 5 | CAN Canadá               |
| PUR Porto Rico     | 10 – 9 | COL Colômbia             |

- 7 de agosto de 2003

| BRA Brasil         | 19 – 4 | DOM República Dominicana |
| USA Estados Unidos | 18 – 4 | COL Colômbia             |
| ARG Argentina      | 6 – 7  | PUR Porto Rico           |
| CAN Canadá         | 10 – 6 | MEX México               |

- 8 de agosto de 2003

| USA Estados Unidos       | 13 – 2 | ARG Argentina  |
| CAN Canadá               | 8 – 3  | COL Colômbia   |
| DOM República Dominicana | 8 – 11 | PUR Porto Rico |
| BRA Brasil               | 9 – 4  | MEX México     |

### Fase semifinal
- 9 de agosto de 2003

| BRA Brasil         | 4 – 2  | CAN Canadá     |
| USA Estados Unidos | 16 – 7 | PUR Porto Rico |

| ARG Argentina | 8 – 6  | COL Colômbia             |
| MEX México    | 13 – 4 | DOM República Dominicana |

### Fase final
- 10 de agosto de 2003 — 7º lugar

| COL Colômbia | 10 – 6 | DOM República Dominicana |

- 10 de agosto de 2003 — 5º lugar

| MEX México | 6 – 5 | ARG Argentina |

- 10 de agosto de 2003 — Disputa do bronze

| CAN Canadá | 15 – 4 | PUR Porto Rico |

- 10 de agosto de 2003 — Disputa do ouro

| USA Estados Unidos | 13 – 7 | BRA Brasil |

### Classificação final
| \| POSIÇÃO \| TIME \| \| ------- \| ------------------------ \| \| \| USA Estados Unidos \| \| \| BRA Brasil \| \| \| CAN Canadá \| \| 4. \| PUR Porto Rico \| \| 5. \| MEX México \| \| 6. \| ARG Argentina \| \| 7. \| COL Colômbia \| \| 8. \| DOM República Dominicana \| |                          |
| POSIÇÃO | TIME                     |
| | USA Estados Unidos       |
| | BRA Brasil               |
| | CAN Canadá               |
| 4. | PUR Porto Rico           |
| 5. | MEX México               |
| 6. | ARG Argentina            |
| 7. | COL Colômbia             |
| 8. | DOM República Dominicana |

## Feminino

### Fase preliminar
|    | Time               | Pontos | J | V | E | D | GP | GC | SG  |
| -- | ------------------ | ------ | - | - | - | - | -- | -- | --- |
| 1. | CAN Canadá         | 7      | 4 | 3 | 1 | 0 | 53 | 14 | +39 |
| 2. | USA Estados Unidos | 7      | 4 | 3 | 1 | 0 | 49 | 13 | +36 |
| 3. | BRA Brasil         | 3      | 4 | 1 | 1 | 2 | 19 | 32 | –13 |
| 4. | CUB Cuba           | 3      | 4 | 1 | 1 | 2 | 16 | 41 | –25 |
| 5. | PUR Porto Rico     | 0      | 4 | 0 | 0 | 4 | 10 | 47 | –37 |

- 3 de agosto de 2003

| CUB Cuba   | 6 – 3  | PUR Porto Rico |
| CAN Canadá | 12 – 4 | BRA Brasil     |

- 4 de agosto de 2003

| USA Estados Unidos | 20 – 2 | PUR Porto Rico |
| BRA Brasil         | 6 – 6  | CUB Cuba       |

- 5 de agosto de  2003

| CAN Canadá         | 19 – 3 | CUB Cuba   |
| USA Estados Unidos | 9 – 4  | BRA Brasil |

- 6 de agosto de 2003

| CAN Canadá         | 15 – 0 | PUR Porto Rico |
| USA Estados Unidos | 13 – 1 | CUB Cuba       |

- 7 de agosto de 2003

| BRA Brasil         | 6 – 5 | PUR Porto Rico |
| USA Estados Unidos | 7 – 7 | CAN Canadá     |

### Semifinais
- 9 de agosto de 2003

| CAN Canadá         | 16 – 2 | CUB Cuba   |
| USA Estados Unidos | 7 – 3  | BRA Brasil |

### Disputa do bronze
- 10 de agosto de 2003

| BRA Brasil | 6 – 5 | CUB Cuba |

### Disputa do ouro
- 10 de agosto 2003

| USA Estados Unidos | 7 – 3 | CAN Canadá |

### Classificação final
| \| POSIÇÃO \| TIME \| \| ------- \| ------------------ \| \| \| USA Estados Unidos \| \| \| CAN Canadá \| \| \| BRA Brasil \| \| 4. \| CUB Cuba \| \| 5. \| PUR Porto Rico \| |                    |
| POSIÇÃO | TIME               |
| | USA Estados Unidos |
| | CAN Canadá         |
| | BRA Brasil         |
| 4. | CUB Cuba           |
| 5. | PUR Porto Rico     |

- Sports123
- UOL results